# Etcétera
Etcétera (del latín et cetĕra, significa «y lo demás») es una expresión usada para sustituir el resto de una enumeración que:
1. se sobreentiende gracias a una progresión lógica o al contexto, por lo cual sería superfluo,
2. no interesa expresar.

Etcétera se abrevia con la forma «etc.» o «&c.»;[cita requerida] en caso de ser la última palabra de la oración, el propio punto de la abreviatura se usa como punto final.

## Usos correctos
Es precedida por una coma a pesar de incluir una conjunción («y lo demás»). Hay tendencia a desarrollar la palabra completa, y a usar las abreviaturas únicamente en caso de insuficiencia de espacio. Desde el punto de vista de la ortotipografía, esta abreviatura puede aparecer al final de línea, pero nunca a comienzo de esta, pues así queda muy desvinculada de su complemento, es decir, del conjunto de elementos que cierra.

## Usos incorrectos
Resulta redundante e incorrecto emplear etcétera antecedida de la conjunción y, repetirla varias veces o acompañarla de puntos suspensivos:
Incorrecto:
- Yo vendía patatas, tomates, plátanos y etc.
- Yo vendía patatas, tomates, plátanos, etc., etc., etc.
- Yo vendía patatas, tomates, plátanos, etc…

Correcto:
- Yo vendía patatas, tomates, plátanos, etc.